# Friedel Rausch
Friedel Rausch (ur. 27 lutego 1940 w Duisburgu, zm. 18 listopada 2017 w Lucernie) – niemiecki piłkarz i trener. W ciągu swojej kariery zawodniczej grał tylko w dwóch klubach – Meidericher SV (obecnie MSV Duisburg) i w FC Schalke 04. W tym drugim klubie zaczął również swoją pracę szkoleniową.